# Protoxyde d'azote
Le protoxyde d'azote, ou monoxyde de diazote, oxyde nitreux, hémioxyde d'azote ou gaz hilarant, est un composé chimique de formule N2O. Ce gaz incolore a une odeur et un goût légèrement sucré. Il est utilisé en anesthésie, en chirurgie, en odontologie, en pédiatrie comme adjuvant (en mélange équimolaire avec du dioxygène) pour ses propriétés anesthésiques et antalgiques. Il est dit « gaz hilarant » car euphorisant à l'inhalation, d'où son usage comme drogue récréative hallucinogène,. Comme comburant, il accroît la puissance des moteurs en compétition automobile. Avec l'acétylène H-C≡C-H, il est utilisé dans certains appareils d'analyse (spectrométrie d'absorption atomique).
Il est devenu en 2025 la troisième substance toxique la plus consommée chez les jeunes à Paris, l'âge moyen des consommateurs étant de 22 ans.
Ses émissions sont d'origine naturelle (forêts, océans) et humaine (agriculture, industrie chimique, principalement ; plus de 20 % d'augmentation dans l'air depuis l'époque pré-industrielle). Présent à l'état de traces dans l'air sec (330 parties par milliard), c'est un gaz à effet de serre 273 fois plus puissant que le CO2. Il est également devenu le premier contributeur à la destruction de la couche d'ozone. Des études scientifiques publiées en 2021 concluent que son coût social a été sous-estimé, car ne tenant pas compte de l'appauvrissement de la couche d'ozone stratosphérique, effet qui à lui seul pourrait augmenter de 20 % son impact négatif pour la santé humaine. Selon la même étude, ses liens avec d'autres effets de la pollution azotée pourraient rendre son « atténuation encore plus impérieuse » dans l'atmosphère. Les engrais azotés, sont responsables d'une grande partie de l'augmentation des émissions de N2O ces dernières années.
Sa concentration dans l'atmosphère croît depuis 150 ans (+ 2 % par décennie au rythme des années 2010), ce qui est préoccupant, car — comme le dioxyde de carbone — c'est un gaz à effet de serre persistant, à haut pouvoir réchauffant, qui s’accumule dans l'atmosphère où il contribue au dérèglement climatique. Au début des années 2020, la croissance récente des émissions de N2O dépasse certains des scénarios d'émission les plus pessimistes. Ce gaz est sous-estimé dans les inventaires nationaux qui ne tiennent pas compte de certaines sources naturelles et des limites méthodologiques d'attribution des sources anthropiques.

## Production et synthèse
Le protoxyde d'azote est préparé par décomposition du nitrate d'ammonium fondu entre 250 °C et 260 °C selon la réaction suivante :
NH4NO3 → N2O + 2 H2O
Il se forme toujours 1 à 2 % d'azote N2 et du monoxyde d'azote NO. Ce dernier est éliminé par passage dans du sulfate de fer(II). Le nitrate d'ammonium utilisé doit être exempt d'ions chlorures Cl− qui catalysent la formation de N2. Cependant, le chauffage de solutions de nitrate d'ammonium dans l'acide nitrique ou dans l'acide sulfurique produit du protoxyde d'azote pur, même en présence de petites quantités d'ions chlorures.
Le protoxyde d'azote est également formé lors de l'une des réactions successives de la dénitrification (l'enzyme catalysant la réaction figure entre parenthèses) :
2 NO + 2 H+ + 2 e− → N2O + H2O (oxyde nitrique-réductase)

## Propriétés chimiques
Très stable dans l'atmosphère, très peu soluble dans l'eau, il est hautement soluble dans les huiles et dans les corps gras.

### Réactivité
Ce gaz ne réagit pas à température ambiante avec les dihalogènes (Cl2, Br2 ou I2), ni avec les métaux alcalins (Li, Na, K).
Il peut néanmoins se fixer sur certains cations métalliques en tant que ligand et forme des complexes comme [Ru(NH3)5(N2O)]2+.
Il peut aussi oxyder des métaux de transition à basse valence dans les complexes.
Il n'est pas modifié par l'ozone O3, mais contribue à la dégradation de l'ozone stratosphérique (couche d'ozone protectrice de la biosphère contre les UV solaires).
À haute température, il se décompose en diazote et dioxygène :
2 N2O → 2 N2 + O2
Il réagit avec de nombreux composés organiques et il dope les combustions grâce à son fort pouvoir oxydant.
Il a ainsi servi de comburant pour doper les moteurs d'avions de chasse à haute altitude durant la seconde guerre mondiale et ceux de voitures de compétition (tuning automobile et dragsters). Il peut aussi occasionner de violentes explosions accidentelles et de gros dégâts dans les fours d'incinérateur de déchets municipaux quand des cartouches de grande capacité de gaz euphorisant y aboutissent malencontreusement.

## Propriétés bio-physiologiques
Le protoxyde d'azote est un agoniste des récepteurs opioïdes et des récepteurs gabaergiques, et un antagoniste des récepteurs du glutamate (récepteurs NMDA) ce qui explique ses effets anxiolytique, antalgique et le fait qu'il perturbe la mémoire.

## Historique

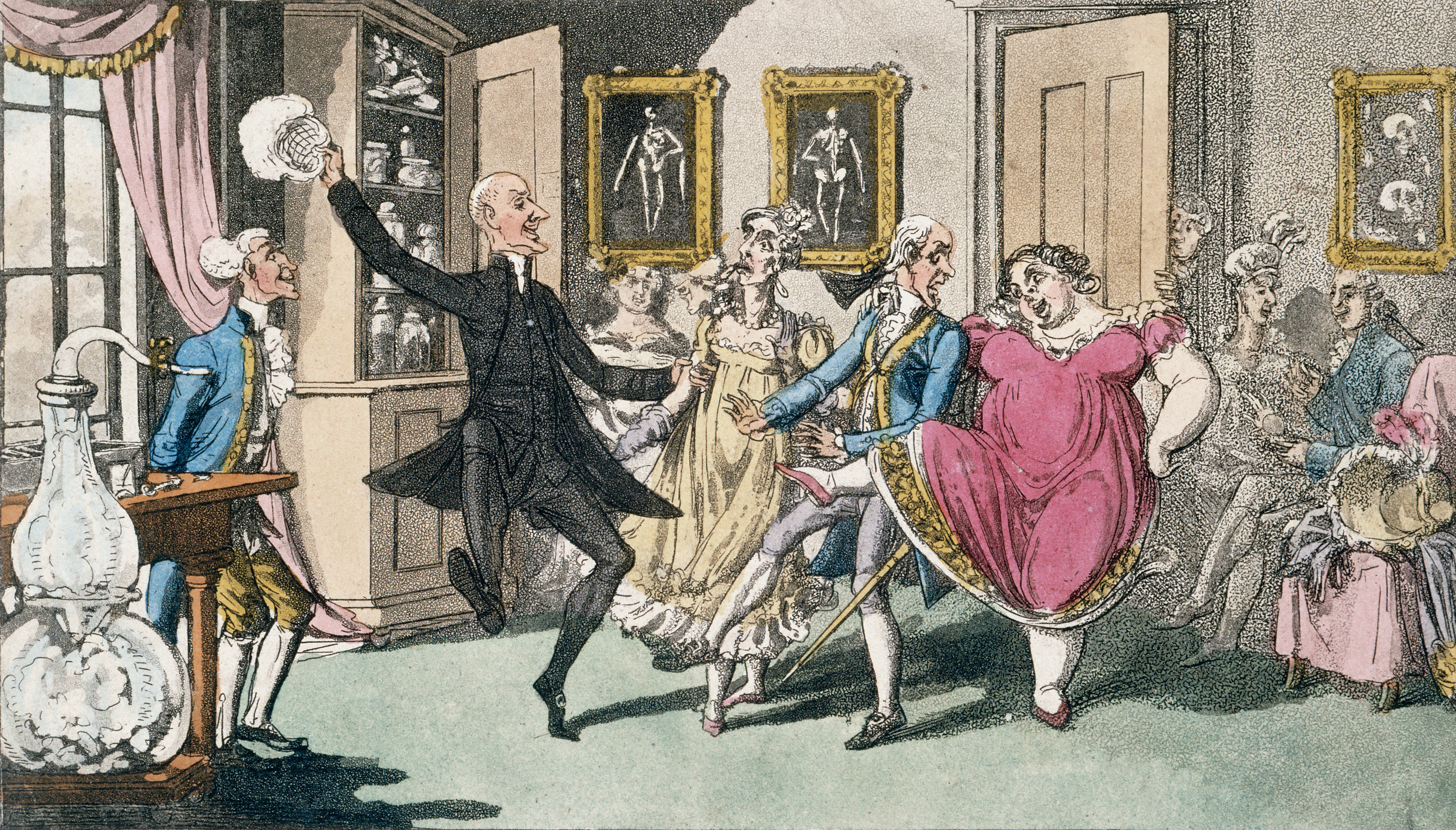
Illustration ancienne décrivant un groupe de gens expérimentant l'effet « hilarant » du, au XIXe siècle.

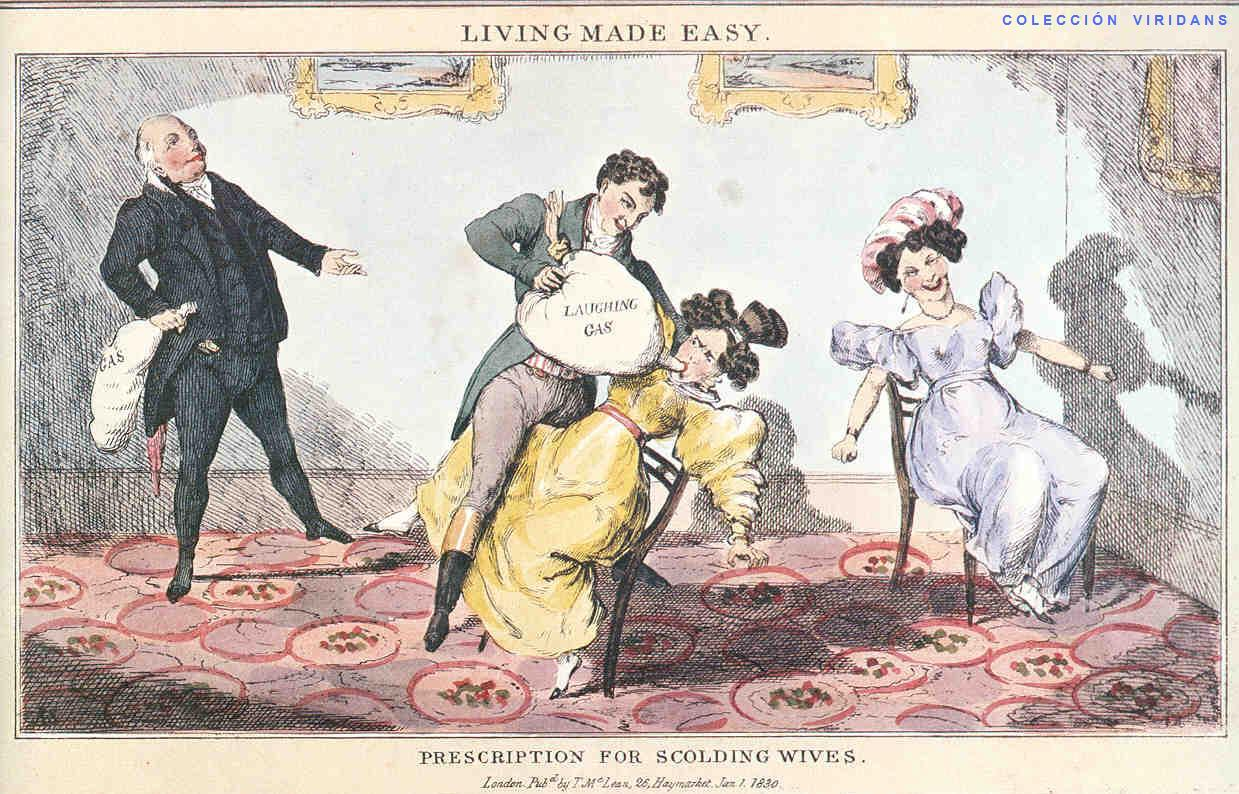
Illustration satirique de 1830, intitulée en, décrivant Humphry Davy administrant une dose de gaz hilarant à une femme.

En 1772, Joseph Priestley découvre le protoxyde d'azote et le décrit dans Experiments and Observations on Different Kinds of Air.
En 1798, Humphry Davy découvre entre autres ses propriétés euphorisantes. Le protoxyde d'azote est utilisé dès la fin du XVIIIe siècle comme « gaz hilarant » dans les foires.
En 1844, le dentiste Horace Wells découvre ses effets anesthésiants, qu'il expérimente sur lui-même. Malheureusement, impatient de faire connaître sa découverte, Wells se lance sans expérimentation approfondie préalable, dans des démonstrations devant un public médical à Hartford (Connecticut) et à Harvard, qui sont des échecs retentissants. Dépité, Wells abandonne définitivement la dentisterie. Il faudra attendre les recherches et démonstrations réussies de William Thomas Green Morton avec l'éther (octobre et novembre 1846 à Boston) pour que l'anesthésie soit utilisée par les chirurgiens, ce qui a permis à la chirurgie de faire un bond en avant (la douleur était l'une des deux grandes limites de la chirurgie, avec l'infection). Le protoxyde d'azote est remis à l'honneur par un dénommé Colton, montreur de spectacles au gaz hilarant, qui, associé au dentiste J.H. Smith, installent une clinique à New York puis exportent leur procédé en Europe.
En 1961, des médecins anglais l'utilisent pour la première fois en obstétrique où il atténue la douleur et a un rôle d'anxiolyse.
Dans les années 1980, son usage est grandement amélioré par l'association avec de l'oxygène car le premier risque à son utilisation reste l'asphyxie par manque d'oxygène. La médecine l'utilise donc en mélange équimolaire avec de l'oxygène (MEOPA). Le protoxyde d'azote remplace alors progressivement l'éther et le chloroforme en obstétrique.
En 1998, il reçoit un statut de médicament antalgique.
En novembre 2001, il obtient en France l'autorisation de mise sur le marché (AMM), alors qu'il est déjà régulièrement utilisé sous cette forme durant le XXe siècle. Auparavant, il était distribué (hors de la classification médicament comme les autres gaz médicaux) dans la majorité des blocs opératoires et a constitué l'un des agents de l'anesthésie générale durant le XXe siècle ; sa faible puissance anesthésique restreignant son usage à des actes assez peu douloureux, et au rôle d'adjuvant de médicaments plus puissants dont il permet de réduire les doses en diminuant certains effets indésirables.
Fin 2009, en France, l'Afssaps modifie la réglementation afin que le MEOPA puisse être utilisé hors des établissements hospitaliers, régularisant la situation de ceux qui l'utilisaient (en France au moins depuis 1996 « à domicile » chez des patients adultes sidéens pour soulager la douleur d'ulcérations cutanées associées au syndrome de Kaposi et chez certains malades âgés porteurs d'ulcères cutanés ou d'escarres rendus trop somnolents par un traitement antérieur, ou sporadiquement en pédiatrie à domicile, pour soulager des douleurs majeures quand les produits morphiniques ne suffisaient plus chez des enfants en soins palliatifs. Il était en outre utilisé ponctuellement par des médecins, par exemple en dermatologie ou en ORL au domicile de patients adultes, puis très régulièrement chez les enfants (annexe 2) sans remboursement par la Sécurité sociale car ce moyen antalgique était hors nomenclature).
Des médecins signalent que « la reproductibilité de l'effet n'est pas complète, avec un manque d'efficacité chez certains » ; les principaux effets indésirables sont des nausées et vomissements, « généralement réversibles en quelques minutes à l'arrêt du traitement » (un groupe d'experts réunis par l'Afssaps considère dans son rapport que « le MEOPA ne permet pas de couvrir tous les actes et soins douloureux. Selon les indications, l'âge de l'enfant et l'expérience de l'équipe, 10 à 30 % d'échecs sont observés. Les enfants de moins de deux ans ont des effets beaucoup moins marqués »).

L'Afssaps précise :
« tout mésusage ou abus doit être prévenu. Dans ce contexte, un reclassement dans la catégorie des médicaments réservés à l'usage professionnel a été retenu ; ce mélange gazeux ne peut donc être distribué qu'aux professionnels de santé concernés et non directement aux patients.
La modification des conditions de prescription et de délivrance a entraîné la révision complète des RCP des spécialités concernées. En outre, compte-tenu de l'ensemble des risques liés à l'utilisation des spécialités à base de MEOPA, l'Afssaps conditionne leur mise à disposition en dehors des établissements de santé à la mise en application d'un plan de gestion des risques (PGR) national commun.
Il repose sur un engagement des laboratoires à la mise en place des mesures de gestion et de minimisation des risques suivantes :
- la réalisation d'une surveillance de pharmacovigilance et de pharmacodépendance renforcée avec
- l'incitation des professionnels de santé à notifier les effets indésirables, les cas d'abus, de pharmaco dépendance, d'usage détourné et de mésusages liés à l'utilisation du MEOPA ;
- pendant les deux premières années, la transmission semestrielle à l'Afssaps des rapports périodiques actualisés de Pharmacovigilance accompagnés de la synthèse française des cas rapportés, du bilan des consommations et des conditions d'utilisation du produit ;
- la sécurisation et la traçabilité de la distribution et de la récupération, avec notamment la vérification à la commande de la qualité et de la formation du demandeur ;
- la sécurisation et traçabilité de l'utilisation : volumes des bouteilles limité à cinq litres et sécurisation des bouteilles ;
- la réalisation d'un plan de formation des professionnels : médecins, pharmaciens et personnel soignant ;
- la mise à disposition d'un document d'information destiné aux patients (en cas de stockage à domicile.). »

L'année suivante (2010), la réserve hospitalière s'ouvre à la dentisterie. L'Afssaps lance un suivi national de pharmacovigilance et de pharmacodépendance du N2O ; en particulier, les vols de N2O doivent lui être déclarés.
En 2001 (en France), les indications en hospitalisation au domicile pédiatrique ont intégré les trois cas suivants :
1. actes médicaux invasifs et répétés, insuffisamment calmés par d'autres moyens antalgiques faibles (Emla, antalgiques palier 1) tels que des injections intramusculaires pour une chimiothérapie, la réfection de pansements sur peau lésée[23] ;
2. soins médicaux jugés normalement peu douloureux par les médecins, mais source d'angoisse ou d'anxiété marqués pour un enfant particulier (tels que des pansements de cathéter veineux central, des prélèvements sanguins veineux périphériques itératifs)[23] ;
3. soins réitérés durant des mois devenant source de difficultés marquées d'acceptation[23].

## Sources et évolutions
Selon l'OMM (2017), ses émissions sont d'origine naturelle pour environ 60 % et humaine pour environ 40 % alors qu'une estimation antérieure (2009) concluait à 30 % d'origine humaine.
Une première quantification complète des « sources » et « puits » mondiaux de N2O, a pris en compte 21 secteurs naturels et humains pour la période 1980 - 2016, concluant à une émission mondiale de 17,0 (estimations minimum-maximum : 12,2-23,5) téragrammes d'azote par an (ascendante) et de 16,9 (15,9-17,7) téragrammes d'azote par an (descendante) entre 2007 et 2016. La responsabilité des engrais azotés a grandi de 30 % au cours des quatre dernières décennies pour atteindre 7,3 (4,2-11,4) téragrammes d'azote par an ; elle est la principalement cause de la croissance de la charge atmosphérique, notamment dans les économies émergentes (Brésil, Chine et Inde). Les modèles basés sur les processus révèlent une nouvelle rétroaction N2O-climat résultant des interactions entre les apports d’azote et le changement climatique. La croissance récente des émissions de N2O dépasse certains des scénarios d’émission les plus élevés, soulignant l’urgence d’atténuer les émissions de N2O.

### Sources naturelles
Certains micro-organismes du sol et des océans en sont les principales sources naturelles mais il est également produit par la combustion de matières organiques et de combustibles fossiles, l'industrie ou les stations d'épuration des eaux usées, etc. Sa production dans les sols et dans l'air à partir des sols est fortement augmentée par la fertilisation azotée (usage des engrais, y compris d'origine « organique » naturelle, et amendements azotés). Une partie des émissions des sols cultivés ou prairiaux ayant fait l'objet d'épandages de fumiers et lisiers, de boues d'épuration ou de certains engrais est ainsi d'origine humaine.
Les bactéries vivant dans certaines fourmilières en sont une source importante ; les gaz exhalés par vingt-deux nids de fourmis coupeuses de feuilles (du sud-ouest du Costa Rica) a montré qu'en contexte humide et pauvre en oxygène, ces bactéries produisent des quantités très importantes de méthane et d'oxyde nitreux. Ces grandeurs sont comparables à celles observées dans les stations d'épuration d'eaux usées et des fosses à lisier. Ces fourmis contribuent néanmoins aussi aux fonctions de puits de carbone du sol ; le bilan de leurs effets globaux sur le climat n'est pas encore évalué, faute de données suffisantes, mais cette production explique pourquoi les études précédentes avaient mesuré des niveaux très variables de méthane et d'oxyde nitreux dans les forêts et régions où ces fourmis construisent leurs nids souterrains.

### Sources humaines
Un tiers du N2O de l'atmosphère provient de l'épandage de lisier et d'engrais azotés,. Une autre contribution importante est la synthèse d'acide adipique, HO2C(CH2)4CO2H, un précurseur de nombreux polymères de nylon et qui dégage un N2O pour chaque molécule d'acide adipique, (fabriqué en France par une seule usine, Rhodia, à Chalampé, qui – parce qu'elle est unique – est autorisée à ne pas divulguer son tonnage de production annuelle).
En France, l'agriculture contribue à hauteur de 86 % aux émissions de N2O provenant essentiellement de la transformation des produits azotés (engrais, fumier, lisier, résidus de récolte) épandus sur les terres agricoles. 
Une petite partie des émissions provient de la pollution routière, en particulier des véhicules équipés de pots catalytiques et de quelques procédés industriels,.

## Contribution à l'effet de serre

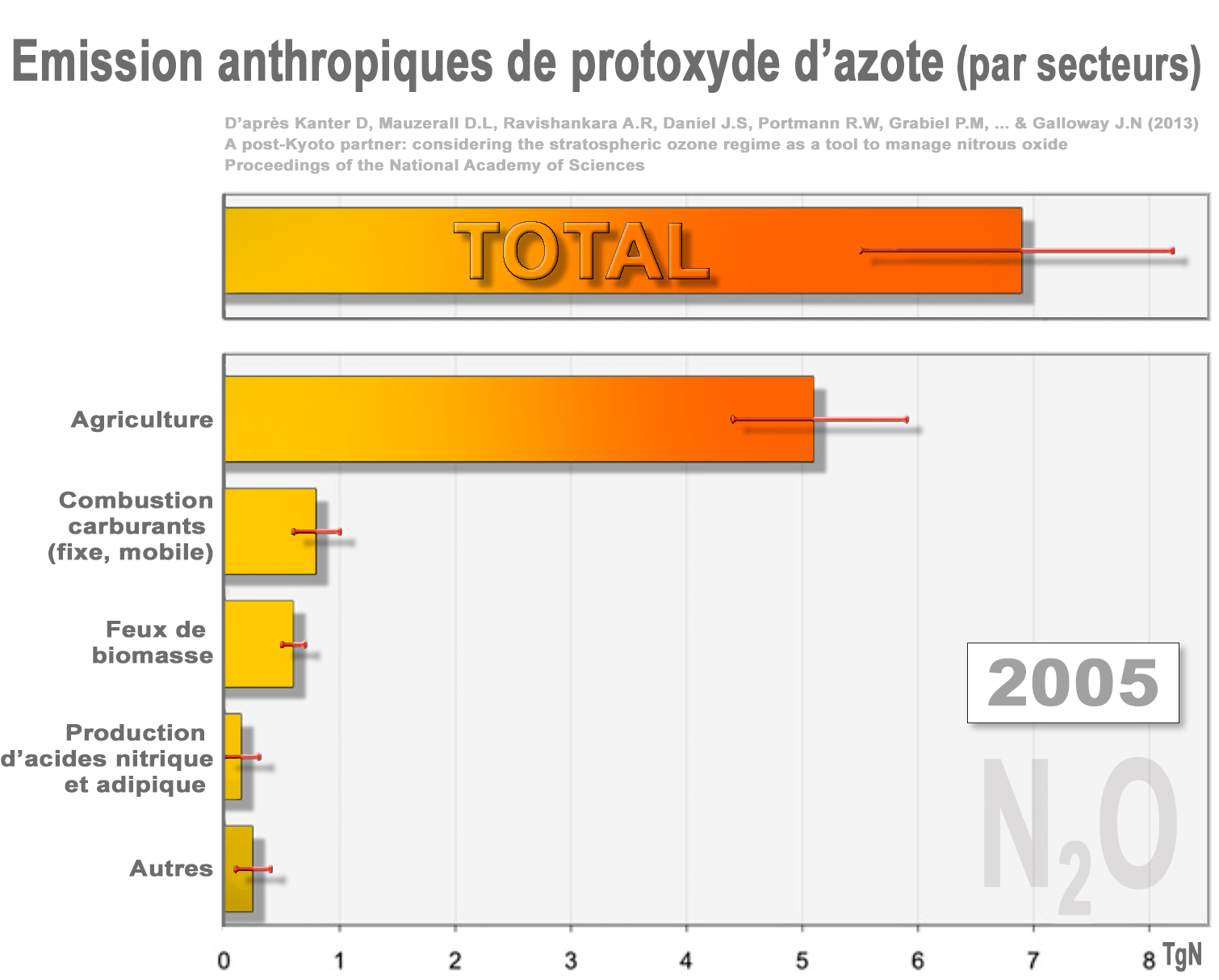
Contributions aux émissions anthropiques de en 2005 (sous-secteurs).
Les sources de moindre importance (eaux usées et aquaculture) figurent dans la barre du bas intitulée « Autres ». Les barres rouges correspondent aux marges d'erreur (rouge). En 2005, le total (dominé par les émissions agricoles) correspond à 30-40 % environ de tout le introduit annuellement dans l'atmosphère.

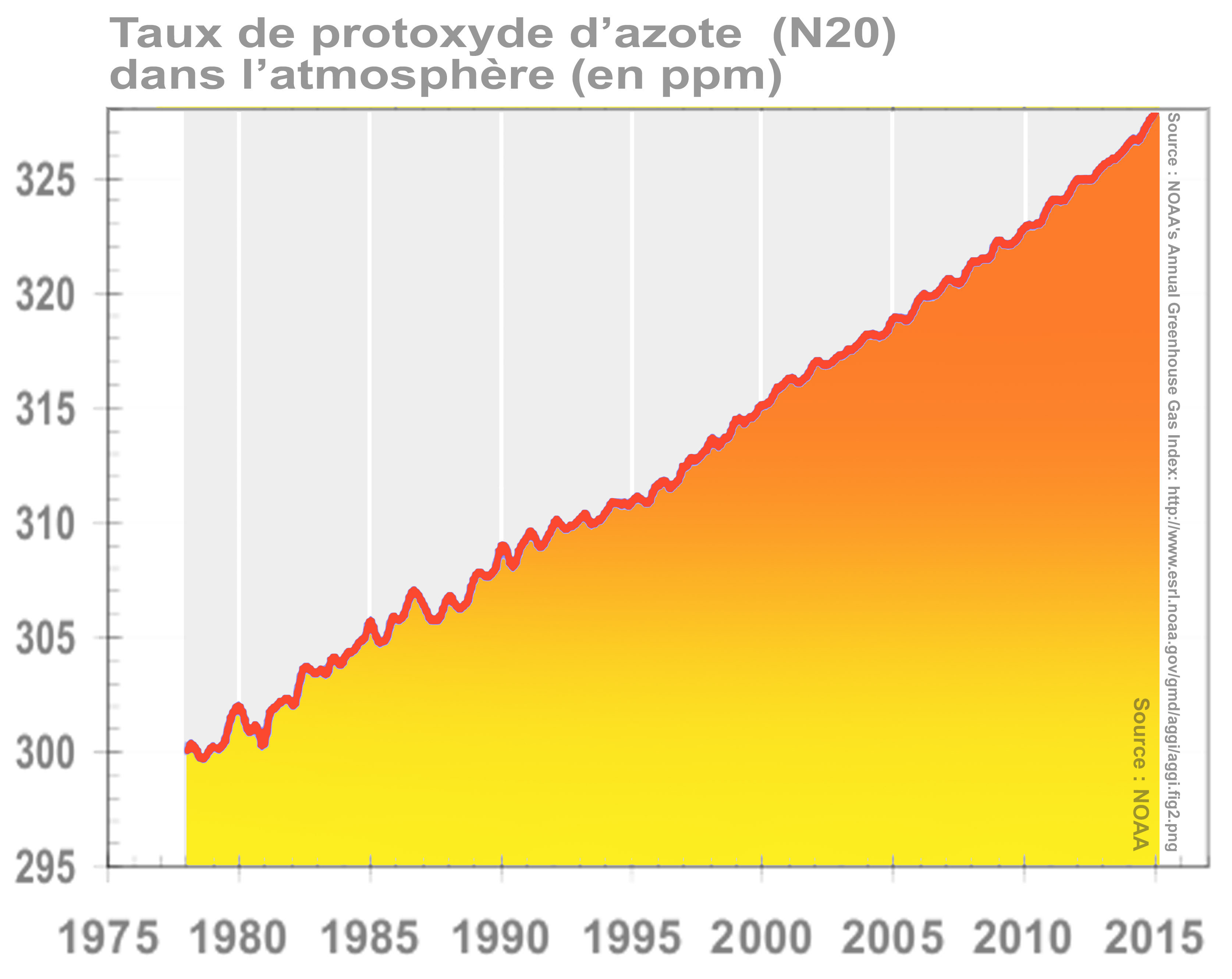
Évolution temporelle de la teneur en dans l'atmosphère terrestre. Unité : parties par milliard (ppb).
Ce gaz est stable (121 ans de durée de vie moyenne dans l'atmosphère), à effet de serre et destructeur de la couche d'ozone ; avec 329 ppb en 2016, soit +22 % par rapport au niveau préindustriel, il est responsable de 6 % au forçage radiatif induit par les gaz à effet de serre persistants.

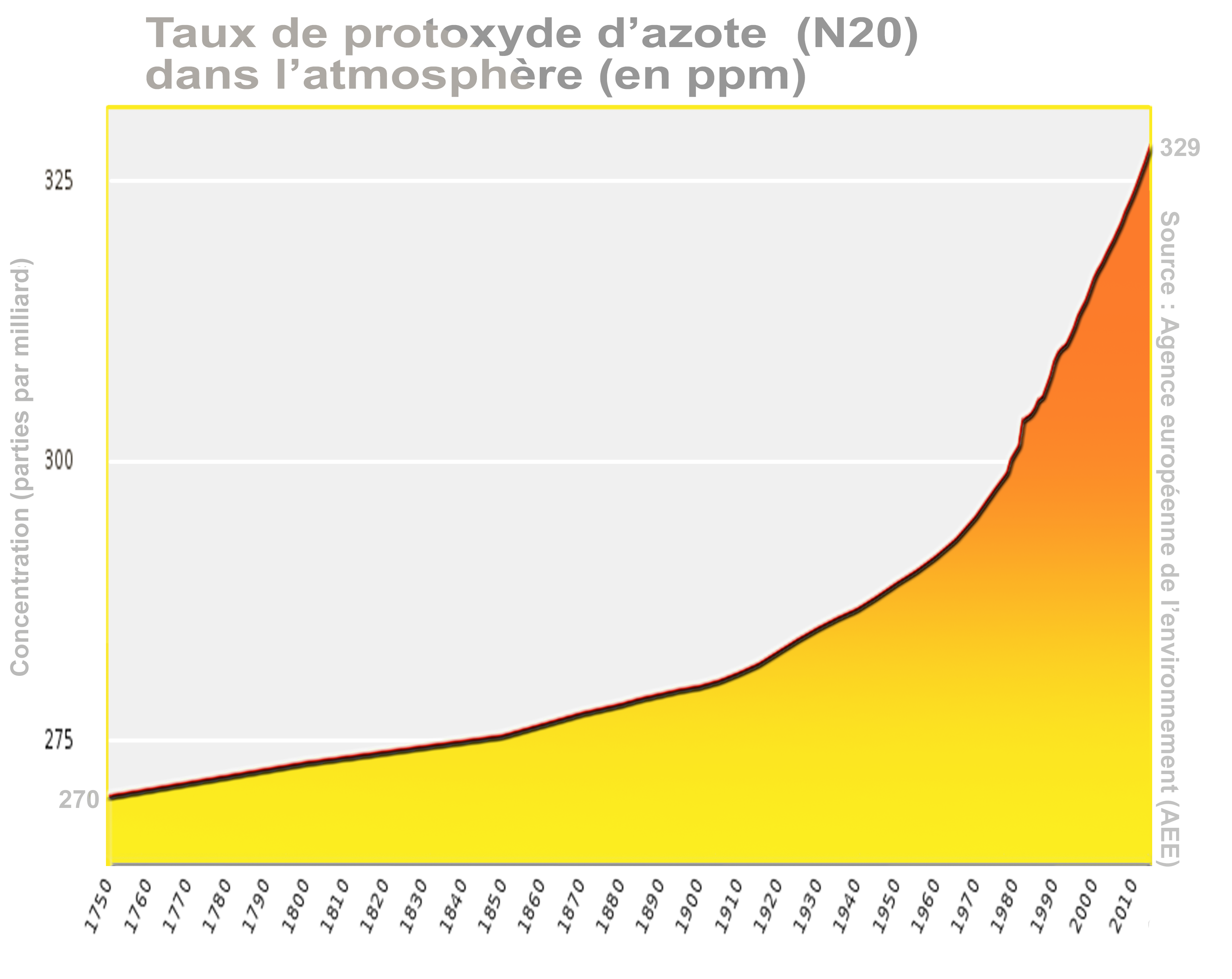
Courbe de teneur de l'atmosphère en (en ppb) sur 260 ans environ, montrant l'accélération du phénomène de la fin du XXe siècle au début du XXIe siècle.

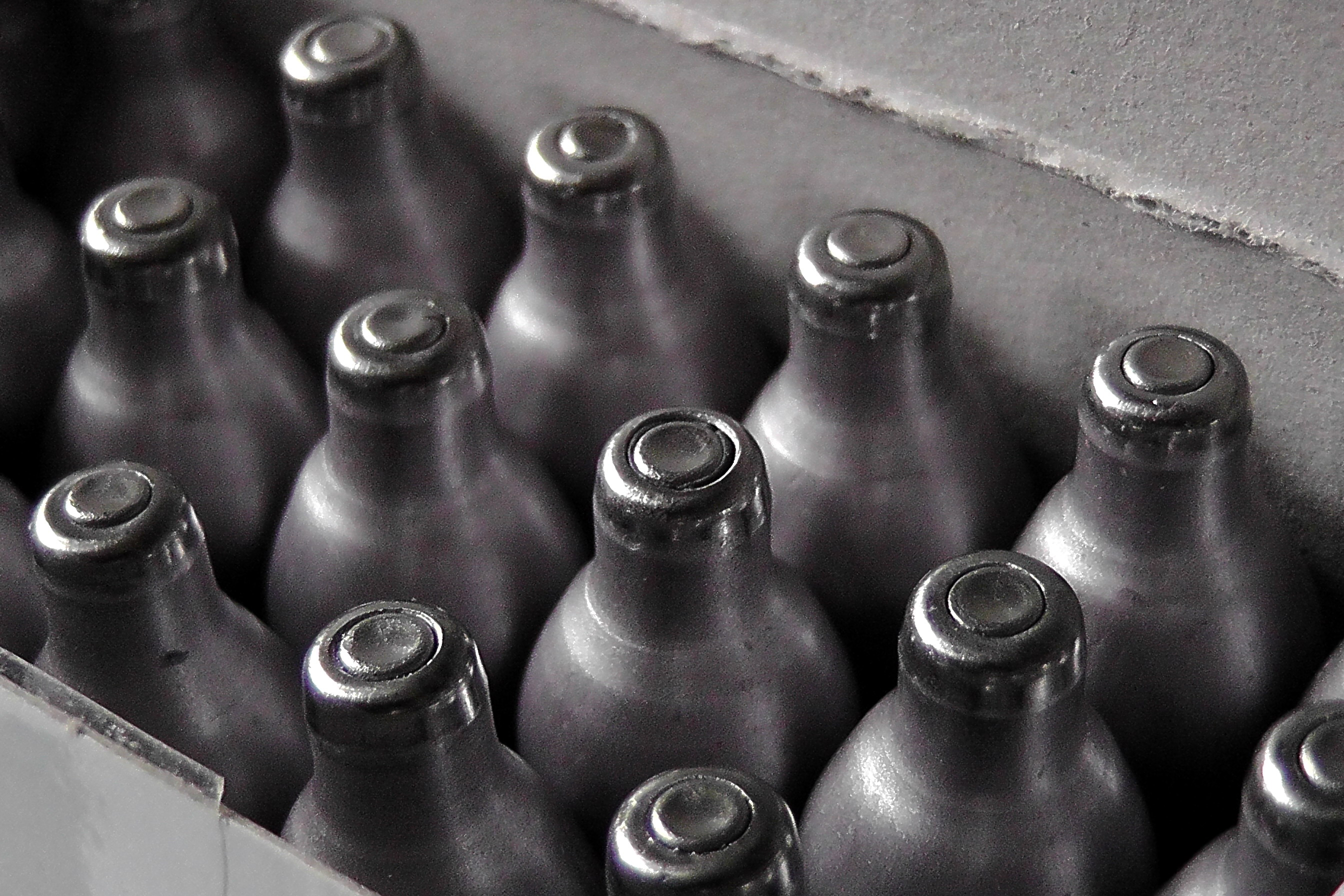
Cartouches de pour usage en cuisine, souvent détournées pour un usage comme drogue dite « récréative ».

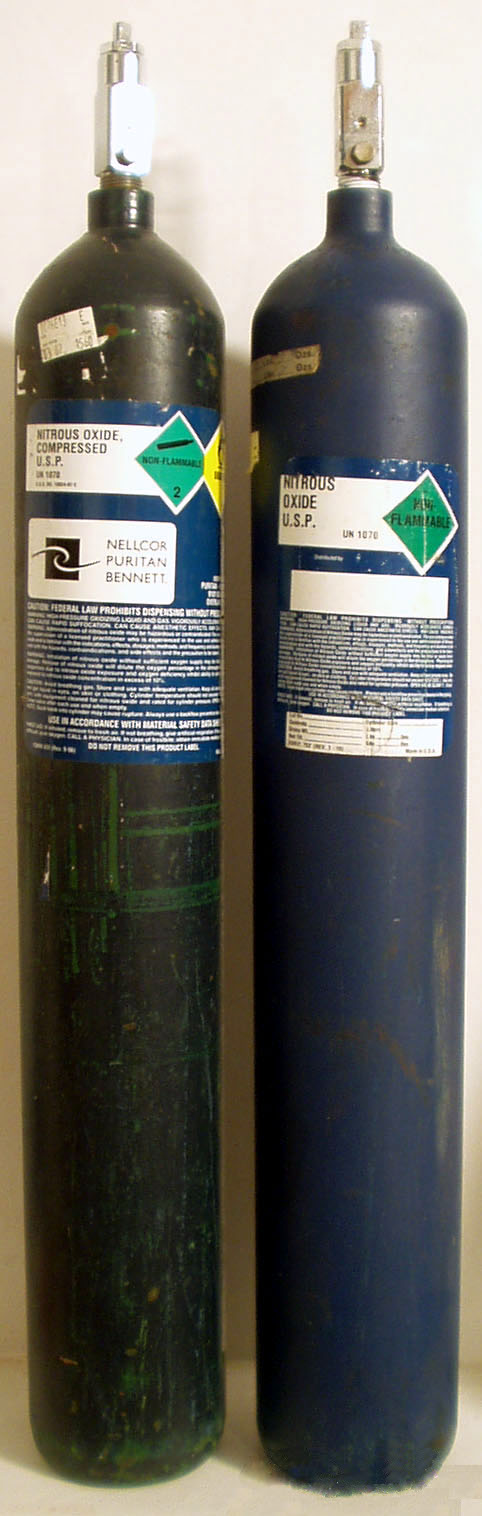
Bouteilles de à usage médical, ici utilisées en dentisterie.

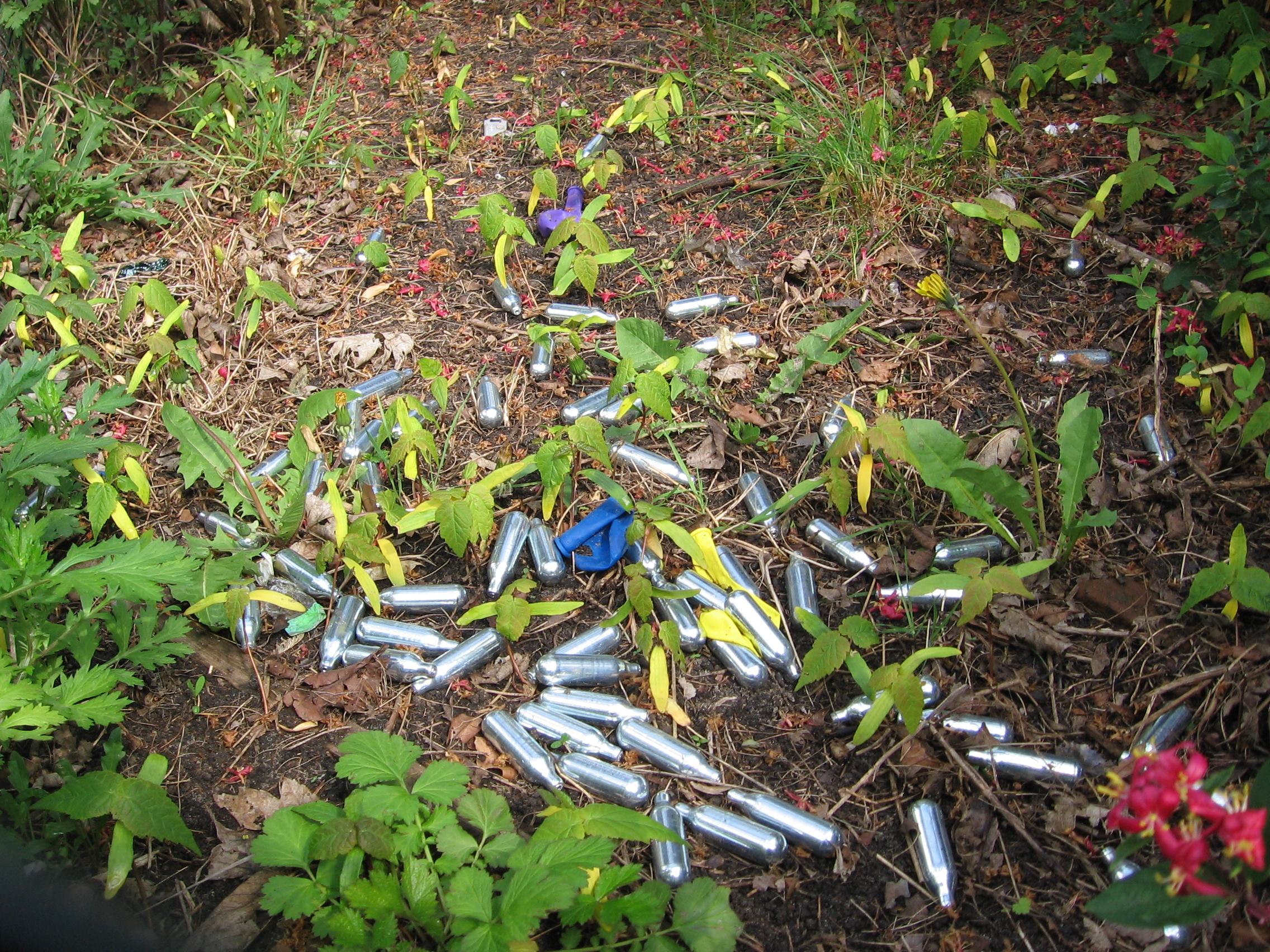
Reste d'utilisation comme drogue dite « récréative », ici près d'une école aux Pays-Bas en 2017.

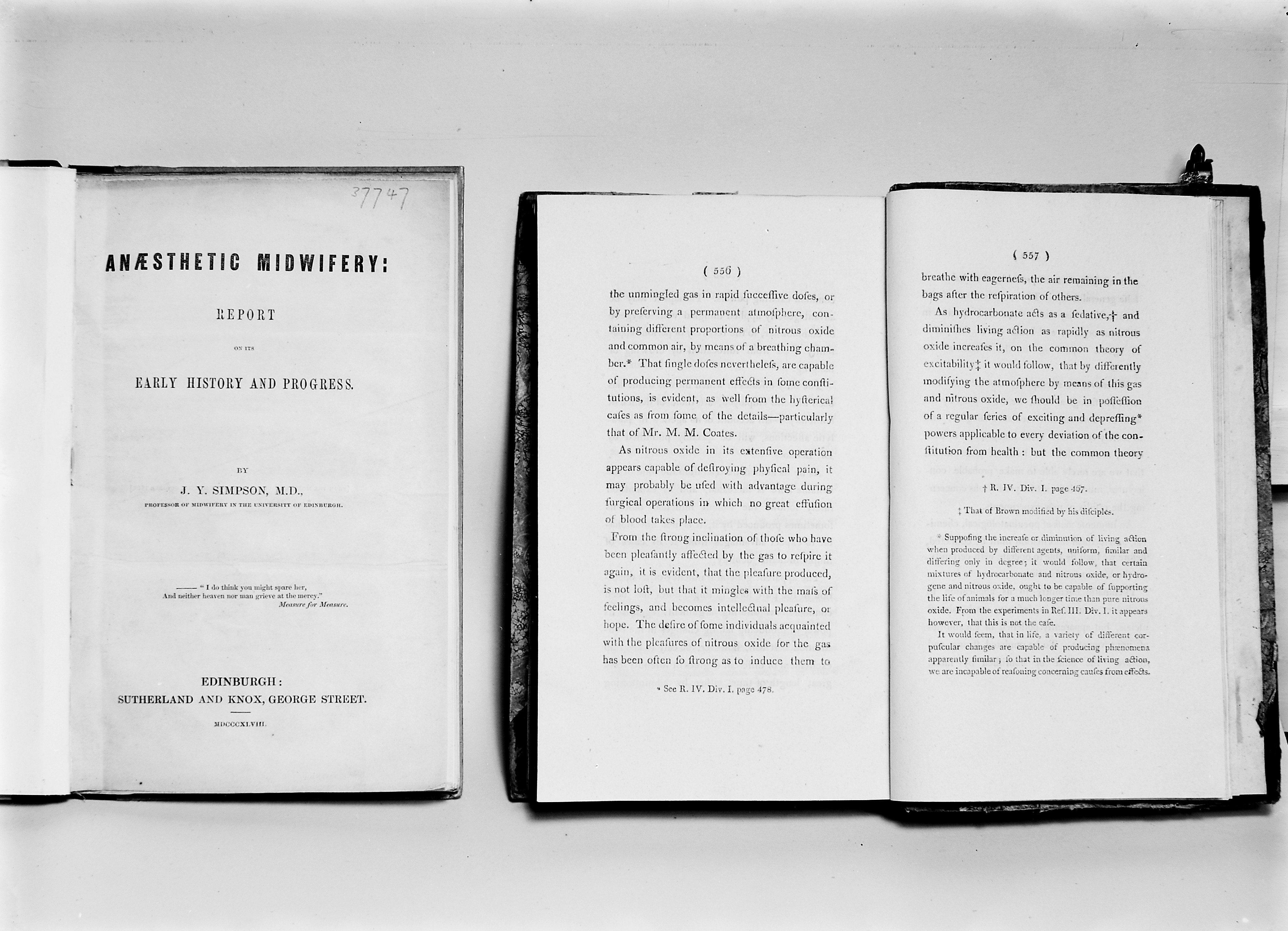
Ouvrage de Humphry Davy intitulé Researches chemical and philosophical: chiefly concerning nitrous oxide (1800), sur les recherches chimiques et philosophiques, relatif principalement à l'oxyde nitreux ; vue des pages 556 et 557 (à droite), décrivant les propriétés anesthésiques potentielles de l'oxyde nitreux pour soulager la douleur lors d'opérations chirurgicales.

Le protoxyde d'azote est aussi un puissant gaz à effet de serre. Sa teneur augmente dans l'air au moins depuis le milieu du XVIIIe siècle avec une accélération au début du XXe siècle et une forte accélération depuis les années 1970. Les émissions anthropiques ont augmenté de 40 % entre 1980 et 2020.
Selon le GIEC, son potentiel de réchauffement global à cent ans est égal à 273, c'est-à-dire qu'il contribue 273 fois plus au réchauffement climatique qu'une même masse de CO2 émise en même temps pendant les cent ans qui suivent leur émission.
En 2009, dans un article de la revue Science intitulé « Protoxyde d'azote : pas de quoi rire », Donald J. Wuebbles (Département Atmospheric Sciences, School of Earth, Society, and Environment de l'université de l'Illinois) s'étonne qu'en dépit de son importance reconnue depuis longtemps comme gaz à effet de serre et destructeur de la couche d'ozone, l'oxyde nitreux semble parfois encore rester le gaz oublié dans les questions de protection de l'atmosphère, du climat ou de la couche d'ozone. On continue à principalement se concentrer sur les émissions de dioxyde de carbone (CO2) et de méthane (CH4) provenant notamment des combustibles fossiles en oubliant que « les changements futurs du climat et de la répartition de l'ozone stratosphérique dépendent des émissions et de la concentration changeante de N2O dans l'atmosphère […] l'oxyde nitreux mérite beaucoup plus d'attention et de considération pour une action politique visant à contrôler les futures émissions anthropiques ».
Les émissions agricoles directes, principalement dues aux engrais azotés, sont responsables de la majeure partie des émissions de N2O anthropique. Leur part est passée de 2,2 à 3,9 Tg/a (+77 %) de 1980 à 2020.
Sa concentration dans l'atmosphère terrestre a atteint 336 ppb en 2022, soit +23 % par rapport au niveau préindustriel, contribuant pour 6,4 % au forçage radiatif induit par les gaz à effet de serre persistants (voir graphique ci-contre),.

## Contribution à la destruction de la couche d'ozone
Le protoxyde d'azote (N2O) en excès contribue à la destruction de la couche d'ozone, en interaction avec d'autres gaz. Il est considéré comme ayant une longue durée de vie dans la haute atmosphère (comme le CO2 et le méthane responsable en excès, à l'effet de serre. Or, le réchauffement peut exacerber le trou de la couche d'ozone et inversement).
Dès le début des années 1970, des météorologues et scientifiques s'inquiètent de l'augmentation du taux de N2O dans la haute atmosphère, mais il n'a pas été inclus dans le Protocole de Montréal. Au début du XXIe siècle, à la suite du recul des émissions des gaz soumis au Protocole de Montréal, le N2O devient le premier ennemi de la couche d'ozone,,. Le GIEC prévoit qu'il devrait continuer à s'accumuler dans l'atmosphère, tendance confirmée par un article publié près de dix ans plus tard, en 2018 dans Science, et il devrait le rester durant tout le XXIe siècle car la part de protéines animales dans l'alimentation humaine ne cesse de croître, associée à une production de fumier et de soja également source croissante d'oxyde nitreux. Selon un article de la revue Nature Geoscience, le lisier et le fumier libèrent ainsi dans l'air 2 % environ de l'azote qu'ils contenaient et les engrais azotés 2,5 % ; ces deux sources introduisent dans l'atmosphère 2,8 Mt de N2O pour les lisiers et 2,2 Mt pour les engrais synthétiques (dont la production et le transport et l'épandage produisent aussi par ailleurs du CO2 qui aggrave l'effet de serre. L'industrie et la combustion de la biomasse rejettent bien moins de N2O : respectivement 0,8 Mt/an et 0,5 Mt/an.
De 1860 à 2005, le taux de N2O dans l'air serait passé de 270 à 319 ppb (parties par milliard, un taux de croissance assez comparable à celui du CO2).
Diverses stratégies d'atténuation des émissions de N2O sont possibles, dont en agriculture, où des changements techniques et de comportements pourraient considérablement réduire les émissions de N2O (et d'autres formes d'azote réactif), mais elles sont peu soutenues par l'industrie et les États. Les parties signataires du régime de l'ozone qui doivent appliquer la Convention de Vienne (1985) au travers de son Protocole de Montréal de 1987 pourraient aussi prendre des mesures pour gérer le N2O à l'avenir. En 2017, par un amendement au protocole, elles ont intégré les HFC mais n'évoquent toujours pas le N2O. Des voies réglementaires claires permettraient pourtant de l'inclure dans le régime de protection de la couche d'ozone en partageant l'autorité sur le N2O avec les traités internationaux (actuels et futurs) sur le climat. Selon Kanter et al. (2012), ce serait un moyen supplémentaire et précieux dans la gouvernance et diplomatie du développement durable.

## Polluant de l'air intérieur
Dans certains contextes (certains locaux industriels, salle d'opération dans les hôpitaux, usage « récréatif » dans des locaux ou habitacles mal aérés), il est un polluant de l'air intérieur.
Selon une étude basées sur des analyses d'air publiée dans les Annales Françaises d'Anesthésie et de Réanimation (2004), dans une salle convenablement aérée et en utilisant une « valve à la demande », le niveaux de pollution de l'air intérieur induits par l'administration d'un mélange N2O/O2 lors des soins dentaires reste inférieurs aux normes européennes préconisées pour ce gaz à l'époque.

## Utilisations
Il est utilisé dans le cadre d'anesthésies locales, généralement lors d'opérations hors hôpitaux (cas d'urgence) ou en cas de contre-indications.
Ce gaz est aussi utilisé comme stupéfiant dans un cadre récréatif où ses effets sont détournés pour provoquer chez l'inhaleur des sensations de fous rires incontrôlés.

En alimentation, il  est utilisé comme additif alimentaire par exemple dans les bombes de mousses chantilly

### Usage médical
Le protoxyde d'azote exerce un effet antalgique (apaise la douleur) et potentialise (augmente) l'effet des médicaments anesthésiques administrés en même temps. On l'utilise donc :
- en anesthésie, comme composante courante de l'anesthésie générale combinée, en association avec des anesthésiques injectables (hypnotiques, morphiniques, curares) ou inhalés ;
- en médecine d'urgence (réductions de fractures ou luxations), pédiatrie ou en salle d'accouchement, sous forme de mélange équimoléculaire avec du dioxygène (MEOPA) ;
- pour la pratique de gestes douloureux (MEOPA), en particulier chez l'enfant : prélèvement sanguin difficile, myélogramme, ponction lombaire, etc. Il a ici l'avantage d'induire souvent une amnésie du geste, utile quand celui-ci doit être répété. Pour une efficacité accrue, le protoxyde d'azote est ici associé à la prise préventive d'antalgiques, de type morphinique le plus souvent.

Le protoxyde d'azote (MEOPA) est classé dans la liste modèle des médicaments essentiels de l'Organisation mondiale de la santé (liste mise à jour en avril 2013), mais il fait en milieu hospitalier « l'objet d'un suivi renforcé de pharmacovigilance et d'addictovigilance ».

#### Mécanisme d'action
Le mécanisme pharmacologique d'action du N2O en médecine n'est pas encore complètement compris.
Le N2O interfère avec des voies de signalisation en modulant directement une large gamme de canaux ioniques commandés par des ligands (récepteurs ionotropes), ce qui jouerait un rôle majeur dans bon nombre de ses effets. Il bloque modérément les canaux du récepteur nicotinique de l'acétylcholine contenant les sous-unités NMDA et la sous-unité β2 (dite « CHRNB2 » pour neuronal acetylcholine receptor subunit beta-2). Il inhibe faiblement les récepteurs AMPA, et kaïnate, GABAA-rho (anciennement nommé « récepteur GABAC ») et le récepteur 5-HT3. Et il potentialise légèrement les récepteurs GABAA et glycine,.
Il active le domaine K+ (canal potassique) à deux pores.
Bien que le N2O affecte (très rapidement) de nombreux canaux ioniques, ses effets anesthésiques, hallucinogènes et euphorisants sont probablement principalement ou totalement induits par une inhibition des courants médiés par les récepteurs NMDA,.
Outre ses effets sur les canaux ioniques, le N2O pourrait agir en « mimant » l'oxyde nitrique (NO) dans le système nerveux central ; ceci pourrait expliquer une partie au moins de son caractère analgésique et anxiolytique (remarque : l'oxyde nitreux est trente à quarante fois plus soluble que l'azote).
Les effets de l'inhalation de doses sous-anesthésiques d'oxyde nitreux varient selon plusieurs facteurs, et avec des différences individuelles,, cependant selon Jay (2008), il est reconnu pour induire les états et sensations suivants :
- intoxication ;
- euphorie/dysphorie ;
- désorientation spatiale ;
- désorientation temporelle ;
- réduction de la douleur.

Après inhalation de N2O, une minorité de personnes présenteront également des vocalisations incontrôlées et des spasmes musculaires. Ces effets disparaissent généralement quelques minutes après l'élimination de la source d'oxyde nitreux.

##### Effet euphorisant
Chez le rat de laboratoire, le N2O stimule la voie méso-limbique de récompense, en induisant la libération de dopamine et en activant dans le cerveau les neurones dopaminergiques de l'aire tegmentale ventrale et du noyau accumbens, vraisemblablement par antagonisation des récepteurs NMDA localisés dans le système,,,. Cette action expliquerait les effets euphorisants du N2O et semble aussi notamment augmenter ses propriétés analgésiques,,,.
Il est remarquable cependant que chez la souris de laboratoire, le N2O bloque la libération de dopamine induite par les transporteurs liés aux amphétamines dans le noyau accumbens et qu'il bloque l'addiction, supprime le conditionnement pavlovien de type PPC (Préférence de place conditionnée/Conditioned place preference) induit par la cocaïne ou la morphine, sans produire d'effet de renforcement ni d'aversion,.
Les effets du N2O sur le PPC chez les rats sont plus complexes et « mélangés », consistant en un renforcement, une aversion et aucun changement.
En revanche, le N2O est un facteur de renforcement positif chez le singe-écureuil. Et il est bien connu pour être addictif chez l'humain.
Ces divergences de réponse selon l'espèce à N2O sont mal comprises : elles pourraient refléter de réelles variation entre espèces proches, voire au sein d'une espèce (ou refléter des différences méthodologiques entre études ?).
Des études cliniques humaines ont conclu que N2O induit chez l'humain des réponses mixtes, similaires à celles décrites chez les rats, reflétant une variabilité subjective qui semble élevée,.

##### Effet anxiolytique
Les tests comportementaux d'anxiété montrent qu'une faible dose de N2O est efficacement anxiolytique. Cet effet « anti-anxiété » a été associé à une activité accrue des récepteurs GABAA, car il est partiellement inversé par les antagonistes de ces récepteurs. Mais, comme pour les effets analgésiques, en cas de prises souvent répétées, cet effet s'atténue si l'on n'augmente pas la dose.
Inversement, les animaux qui ont développé une tolérance aux effets anxiolytiques des benzodiazépines sont alors aussi partiellement tolérants au N2O
Des études cliniques faites en 1995 ont conclu qu'un humain recevant 30 % de N2O dans l'air inhalé, les antagonistes des récepteurs aux benzodiazépines (GABAA) réduisent le nombre de rapports subjectifs d'impression de « sensations fortes », sans toutefois altérer les performances psychomotrices.

##### Effets analgésiques
Les effets analgésiques et sédatifs du N2O sont utilisés par les services d'urgence, de pédiatrie, d'obstétrique et de médecine interne et en odontologie. Ils semblent liés à l'interaction entre le « système opioïde endogène » et le « système noradrénergique descendant ». En effet :
- quand des animaux (y compris humains) reçoivent de la morphine de façon chronique, ils développent une tolérance à ses effets antidouleur, et ils se montrent alors également tolérants, c'est-à-dire moins sensibles aux effets analgésiques du N2O[79]. Le gaz peut alors quasiment perdre son effet après un délai qui change selon les individus[80]. Par contre, on n'a pas observé d'effet de rebond hyperalgésique (douleur plus forte) après l'arrêt de l'administration du gaz[81] ;
- l'administration d'anticorps qui lient et bloquent l'activité de certains opioïdes endogènes (mais non la β-endorphine) bloque également les effets antinociceptifs (antidouleur) du N2O[82] ;
- les médicaments qui inhibent la dégradation des opioïdes endogènes potentialisent également les effets antinociceptifs du N2O[82] ;
- plusieurs expériences ont montré que les médicaments antagonistes des récepteurs opioïdes appliqués directement au cerveau bloquent les effets antinociceptifs du N2O, mais que ces mêmes médicaments n'ont aucun effet s'ils sont injectés dans la moelle épinière. À l'inverse, les antagonistes des récepteurs α2-adrénergiques (adrénorécepteurs) suppriment les effets de réduction de la douleur induits par le N2O s'ils sont administrés directement dans la moelle épinière, mais pas lorsqu'ils sont appliqués directement au cerveau[83] ;
- les souris ou les animaux « knock-out » pour l'α2B-adrénocepteurs (ou « récepteur adrénergique alpha-2B ») ne produisant pas de noradrénaline sont rendus presque complètement résistants aux effets antinociceptifs du N2O[84].

Apparemment, la libération d'opioïdes endogènes induite par le N2O provoque la désinhibition des neurones noradrénergiques du tronc cérébral, laquelle libère de la noradrénaline dans la moelle épinière et inhibe le signal de douleur. En 2019, la manière dont le N2O provoque la libération de peptides opioïdes endogènes n'est pas encore comprise. Les progrès de la neurophysiologie et de la cartographie du cerveau et de ses fonctions sensorimotrices, cognitives et langagières pourraient à l'avenir permettre de mieux comprendre ces phénomènes (pour les effets « hilarants » du N2O y compris).

### Comburant dans les moteurs à combustion interne

#### Principe
Du fait de sa teneur en oxygène plus élevée que l'air, le protoxyde d'azote est parfois utilisé comme appoint ou en substitution à ce dernier dans les moteurs à combustion interne. Il permet d'augmenter la charge comburant/carburant dans le cylindre, de favoriser la combustion, et ainsi d'augmenter fortement la puissance du moteur (de 30 % à 100 % environ). C'est le moteur à protoxyde d'azote.

#### Aviation
L'injection de protoxyde d'azote est utilisée durant la Seconde Guerre mondiale dans certains avions de combat allemands. Un dispositif, nommé « GM-1 », visait à compenser la diminution du dioxygène de l'air en altitude (gaz prélevé dans l'air, utilisé comme comburant par les moteurs à pistons), ce qui avait comme conséquence de réduire le niveau de comburant dans le moteur par rapport au carburant, et entraînait ainsi la baisse de la puissance délivrée par le moteur ainsi que l'augmentation de la consommation. L'injection de protoxyde d'azote visait donc à pallier le manque de comburant dans le moteur de manière à permettre à celui-ci de fonctionner à haute altitude avec un rendement identique à celui de basse ou de moyenne altitude. Le pilote disposait ainsi d'une réserve de puissance qu'il pouvait utiliser jusqu'à l'épuisement de la bonbonne contenant le protoxyde d'azote sous forme liquide, soit une dizaine de minutes.
À l'époque, ces systèmes étaient mal maîtrisés et requéraient une grande précaution d'emploi, surtout pour les moteurs compliqués des appareils allemands. Un pilote souhaitant utiliser le GM-1 devait le faire à une altitude où l'air était déjà raréfié (à partir d'environ 6 000 m d'altitude) et devait réduire les gaz avant de relancer ceux-ci une fois le dispositif mis en route, sous peine de casser le moteur ou, pire, de faire exploser l'avion.

#### Compétition automobile
Plus tard, et à l'instar des autres procédés de suralimentation tels que le compresseur et le turbo, le principe de l'injection de protoxyde d'azote fut repris en compétition automobile, puis par le particulier puisque l'on trouve sur le marché des kits NOS (nitrous oxide systems) que l'on peut adapter sur à peu près n'importe quelle automobile. Bien que ces kits soient très prisés des amateurs de tuning automobile, leur installation sur des véhicules de série reste illégale dans de nombreux pays. L'utilisation en France reste autorisée du moment que la vanne de sécurité (obligatoire) de la bonbonne est verrouillée et qu'il n'en est pas fait usage lorsque le véhicule équipé circule sur une voie publique ; cependant les assurances sont en droit de refuser de prendre en charge de tels véhicules. La présence d'un kit nitro lors d'un accident provoque une augmentation significative des risques. En cas de choc, de changement de température, d'usures, de l'utilisation d'un kit de mauvaise qualité, ou du non renouvellement des connexions et changement de bouteille conformément aux normes régissant les conditions générales liées au gaz, que l'installation du kit ne soit pas faite pas un professionnel habitué à ces systèmes, il y a un risque de fuites de gaz ou d'explosion des contenants et de leur conséquence (fuite : risque d'incendie augmenté, incendie spontané (auto-ignition, réaction chimique dangereuse), brûlures par le froid, asphyxie, perte de connaissance, dégradation des pièces mécaniques de la voiture.
Dans le cas où il y aurait une rupture des bouteilles de nitro, s'ajoute au risque lié aux fuites de gaz, les risques explosion du véhicule, la déflagration/explosion étant démultipliée par rapport à une déflagration sans kit nitro. Le carburant (essence, diesel, etc.) brûle et détonne plus rapidement, la température des flammes est environ deux fois plus élevée.

### Usage comme drogue dite «récréative»
Le N2O induit le rire (même si en réalité, bien que surnommé « gaz hilarant », il induit moins souvent le rire que les boissons alcoolisées ou le cannabis)[réf. souhaitée]. Cet effet euphorisant est de relativement courte durée et certaines personnes ne ressentent que peu ou pas d'effets anesthésiants ni même agréables.
Il est plus ou moins légalement mis sur le marché (localement sa vente est interdite, ou interdite aux mineurs, même en ligne), notamment dans des commerces de proximité — en principe pour des siphons à chantilly conditionnés en bonbonnes ou en cartouches d'acier ovales. Il est, depuis 2000 au moins, détourné à titre récréatif pour ses propriétés psychodysleptiques.
En 2025, le quotidien belge Le Soir a remonté la piste des cylindres de gaz hilarant Fastgas retrouvés abandonnés sur les trottoirs des grandes villes. Elle mène à trois entrepreneurs néerlandais (déjà condamnés en Belgique), qui selon le journal cherchent à en récolter les bénéfices, sans paraître associés à ce business controversé.
Selon Garbaz, la toxicomanie au protoxyde d'azote est restée longtemps rare, notamment car il était peu disponible pour le grand-public. Il existait dès le XVIIIe siècle, des démonstrations ou fêtes, souvent organisées dans leur domicile par de riches bourgeois, avec des quantités limitées de gaz issues de réaction chimique produites sur place. Cette toxicomanie a d'abord touché des employés du monde hospitalier ou médical, puis plus récemment, via la grande disponibilité de cartouches à bas prix, un nombre croissant de jeunes adultes et adolescents, voire d'enfants. Cette toxicomanie expose à des accidents connus, et probablement à des « effets indésirables non connus ».
Sa consommation semble faire l'objet de modes, avec en France un premier pic de consommation vers l'an 2000, puis un regain en 2017-2018, notamment dans les régions proches du Royaume-Uni.
Un détournement massif de protoxyde d'azote à des fins dites « récréatives » est notamment avéré aux États-Unis et au Royaume-Uni depuis le début des années 1980, et en France depuis 1996/1998 (premiers cas signalés par le centre antipoison de Marseille), dans les milieux étudiant notamment. Ce gaz est souvent partagé ou vendu à l'occasion de soirées techno, ou dans les free parties, les technivals, les soirées trance, etc.. Certaines populations (étudiants en médecine par exemple) y ayant plus facilement accès l'ont testé : en 2018, selon Bourbon, 49 % des étudiants en médecine en avaient expérimenté l'inhaltation, et en 2021 une étude révélait que 77 % des étudiants en médecine interrogés disaient en avoir déjà inhalé.
Addiction ?
Des indices d'addiction et d'effets sur la santé ont été publiés il y a plus de 200 ans, peu après la découverte de ce gaz alors qu'on l'appelait encore l'air de Priestley : pour décrire finement ses propriétés sur l'humeur, on le testait pour ensuite trouver les mots juste pour décrire ce qu'ils avaient ressenti. À cette époque, « Humphry Davy, un jeune chimiste anglais, était passionné par le protoxyde d'azote. Il le synthétisait tard le soir à l'Institut pneumatique et l'inhalait régulièrement, parfois avec d'autres substances, dont le vin ».
Dans ses écrits sur les Recherches chimiques et philosophiques, centrés sur le protoxyde d'azote et son inhalation, il a expliqué qu'il avait vu son état de santé se détériorer en quelques mois (avril 1799 à juin 1800) avec la répétition de ses inhalations, « évoquant des troubles semblables à ceux que l'on observe aujourd'hui avec l'usage récréatif de l'azote2O cartouches » notent en 2024 des médecins comme Estelle Cotte Raffour et ses collègues dans la revue française de psychiatrie Annales Médico-Psychologique. Deux types d'habituation avec perte d'effet analgésique existent chez l'homme. 
« Son potentiel addictogène s'est révélé au fil de ses usages et des découvertes de ses mécanismes d'action. Il agit très vite, provoque une tolérance, et des signes de sevrage apparaissent dès l'arrêt de l'inhalation. Certains se remettent à consommer malgré une période d'abstinence et malgré leurs difficultés à marcher ou à faire face à leurs obligations (travail, études) ».

Le site Addictions Drogues Alcool Info Service considérait antérieurement que pris seul et épisodiquement, « Contrairement aux autres drogues, il n'y a pas de dépendance au protoxyde d'azote »[réf. nécessaire]. En 2024, il indique : 

« Le faible coût du produit et la disparition rapide des effets recherchés peuvent inciter à renouveler fréquemment les prises et conduire à une consommation excessive.
On observe désormais chez certains usagers, des consommations massives sur des durées prolongées qui évoquent une problématique addictive.
à l'arrêt de la consommation, les usagers réguliers peuvent ressentir de l'anxiété, de l'agitation, des douleurs abdominales et des tremblements. »

En 2006, le dentiste Alan Blanton écrit un témoignage dans lequel il analyse sa relation de dépendance au protoxyde d'azote, en raison du phénomène de tolérance (qui lui a imposé d'utiliser des doses de plus en plus élevées pour atteindre un effet égal). Il raconte aussi les stratagèmes qu'il a créés durant treize ans pour cacher sa consommation.
Il n'est plus considéré comme un produit anodin : il a des effets somatiques mais aussi psychiatriques. En particulier, il peut induire des lésions irréversibles ou des pathologies graves telles qu'une forme d'anémie particulière, des atteintes neurologiques (poly-neuropathies) des ataxies (troubles de l'équilibre et de la coordination motrice), note William Lowenstein, spécialiste en médecine interne et addictologie, président de SOS Addictions.
Ses effets sont parfois mortels : selon les statistiques anglaises collectées par l'université de Londres (cité par le quotidien The Independent), en six ans, de 2006 à 2012, dix-sept jeunes Britanniques sont morts après avoir consommé du gaz hilarant, dont six par asphyxie (hypoxie). Dans de rares cas où la dépendance débute à la suite de la consommation dite « récréative », les consommateurs se retrouvent rapidement dans une situation d'isolement social qui s'accompagne bien souvent de difficultés économiques, sources de malnutrition (carences). Selon William Lowenstein.[réf. nécessaire] [Quand ?], « Même si cela peut faire peur, il faut relativiser. Le gaz hilarant n'est qu'une petite mode, chez les jeunes, dans une recherche d'ivresse qui est intemporelle ».
Il est le plus souvent inhalé par la bouche via des ballons gonflables de caoutchouc (baudruches) ou des préservatifs gonflés de gaz (vendus à l'unité), selon un rapport français de 2007 commandé par la direction générale de la Santé. Le conditionnement en ballons permet d'éviter des gelures et des embolies pulmonaires ou cérébrales causées par le froid dues à la détente du gaz s'il est « directement aspiré à la cartouche », tels une bombe de gaz dépoussiérant ou un siphon à chantilly, note Drogues info service, qui ajoute que « les effets fugaces du protoxyde d'azote incitent parfois l'usager à des inhalations répétées pouvant conduire à la mort par asphyxie ». Avec l'utilisation croissante de bonbonnes métalliques, les médecins et chirurgiens ont vu apparaitre de profondes « engelures de contact », souvent arrondies et entre les cuisses là où était maintenue la bonbonne durant le remplissage de ballons (ex. : quatre patients, trois femmes et un homme, d'une moyenne d'âge de 28 ans, dont deux étaient suivis en addictologie ont été hospitalisés à Montpellier en dix mois (entre novembre 2021 et août 2022) pour des brûlures au troisième degré nécessitant une opération chirurgicale, presque toujours retardée dans ce type de cas parce que les personnes pensaient pouvoir « cacher leur addiction à cette substance pour laquelle la législation est encore floue ».
Dans certains cas de syndromes douloureux (non soulagée par les anti-douleurs habituels), le N2O, consommé avec précaution, présenterait plus de bénéfices que de risques (cancer en phase terminale chez l'enfant, lésions et ulcérations chroniques chez des patients âgés ou chez des personnes victimes du HIV, douleur chronique résistant aux médicaments)[réf. nécessaire].

#### En France
En 2011, l'Agence nationale de sécurité du médicament et des produits de santé (ANSM) mettait en garde contre l'usage récréatif des substances volatiles en général et du protoxyde d'azote notamment (5,5 % des jeunes Français disaient l'avoir déjà expérimenté en 2011).
En 2014, Drogues info service n'avait reçu que quinze demandes d'aides et informations (sur 44 000 appels). Mais, près de dix ans plus tard (2023), on observe d'importantes différences géographiques dans la consommation (et les hospitalisations induites) : ainsi les Hauts-de-France (le Nord-Pas-de-Calais surtout en commençant par Lille avec un cas repéré d'atteinte neurologique en 2018, puis 22 notifications en 2019, qui sont de jeunes usagers, généralement de moins de trente ans, dont quinze présentant des complications neurologiques dues au protoxyde d'azote) et la région Île-de-France sont les plus touchées, loin devant la Bretagne,,. À la suite d'une forte recrudescence en 2017, 2018 et 2019 dans le Nord,, puis en Île-de-France et au reste du territoire,, avec corrélativement une augmentation des complications sanitaires graves chez les usagers, une proposition de loi tendant à protéger les mineurs des usages dangereux du protoxyde d'azote est adoptée à l'unanimité le 11 décembre 2019 au Sénat. La mesure phare est l'interdiction de la vente aux mineurs, y compris sur les sites de commerce en ligne. Le texte propose aussi de pénaliser l'incitation d'un mineur à faire un usage détourné d'un produit de consommation courante pour en obtenir des effets psychoactifs. Il prévoit encore d'accompagner la politique de prévention menée à l'école. Le texte devrait être soumis à l'Assemblée nationale en 2020.
Par le biais d'un arrêté, la commune de Toulouse interdit, le 28 septembre 2020, l'usage récréatif des gaz hilarants sur le domaine public et la vente aux mineurs. En mai 2021, une loi française interdit la vente aux mineurs et la vente dans les débits de boissons et tabac. Cependant, en 2023, Libération indique que le produit reste aisément disponible et à bas coût sur internet.
En 2022, 75 % des Français âgés de 18 à 75 ans ont entendu parler du protoxyde d'azote, mais seulement 4,3 % disent en avoir consommé au moins une fois dans leur vie. L'âge moyen du consommateur est de 25 ans.

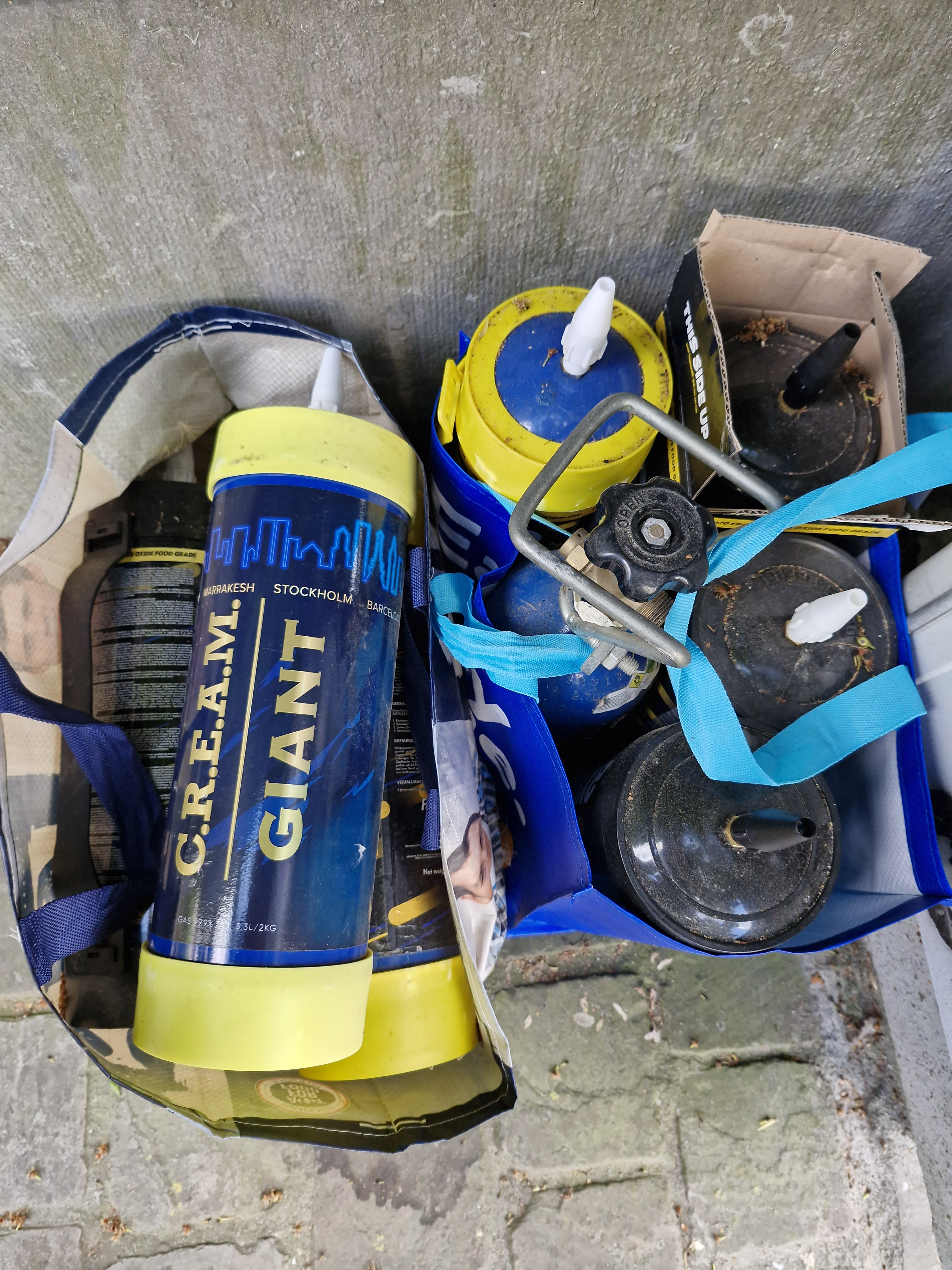
Dépôt clandestin sur la voirie publique de 10 bonbonnes de protoxyde d'azote à l'angle de l'av. Buyl et Jeanne que Bruxelles-propreté vient récolter chaque semaine près de l'ULB (Belgique)

En janvier 2025, l'Assemblée nationale en première lecture vote l'interdiction de la commercialisation du protoxyde d'azote, sauf pour les circuits de distribution spécialisés pour les professionnels.

#### Nuisances et dégâts occasionnés aux incinérateurs municipaux

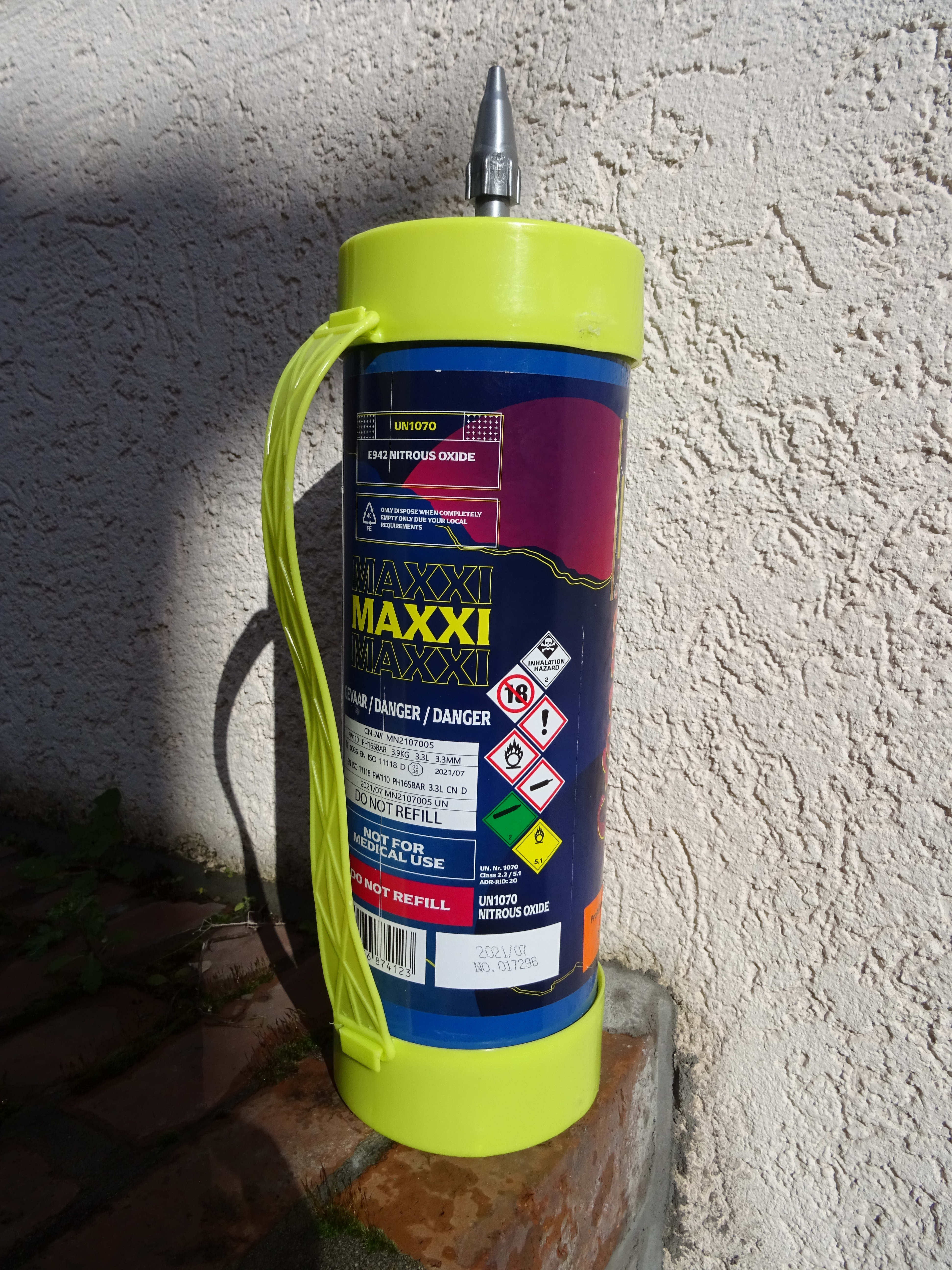
Bonbonne métallique de 3 litres de protoxyde d'azote, 50 centimètres de hauteur dont le gaz est détourné pour un usage dit récréatif.

Les cartouches de N2O abandonnées dans la nature et dans les rues constituent une source de nuisances et de pollution non négligeable. En Belgique, rien qu'en trois semaines au mois de janvier 2023, Bruxelles propreté en a récolté plus de deux tonnes le long des voiries régionales auxquelles il convient également d'ajouter les collectes communales et celles des déchets ménagers habituels. On les trouve surtout aux abords des bars et des dancings.
Les cartouches de grande capacité non complètement vidées, si elles sont collectées et incinérées, donnent lieu à de violentes explosions endommageant sérieusement les fours des incinérateurs de déchets ménagers. Les barreaux des grilles des fours se brisent et les cendres s'agglomèrent dans l'espace de réception situé en dessous des grilles, ce qui bouche les systèmes d'évacuation des cendres (cendres de plancher (en)),. C'est ainsi que de nombreux incinérateurs doivent fréquemment mettre à l'arrêt certains de leurs fours afin de pouvoir réparer les dégâts souvent considérables. Les agences responsables de la propreté publique et du traitement des déchets ménagers sont obligées de trier attentivement les poubelles situées sur la voie publique afin de protéger les fours des incinérateurs et de limiter leur indisponibilité liée au temps nécessaire à la réparation des dégâts causés par ces explosions.
Ce problème affecte de nombreuses municipalités en France,.
La situation dans d'autres pays européens est tout aussi inquiétante qu’en France, avec des impacts similaires, tant sur les installations de la collectivité que sur la santé publique de la population.

### Autres usages
Le protoxyde d'azote est utilisé comme gaz propulseur, notamment dans les générateurs d'aérosols de crème chantilly. Pour cet usage le pourcentage est très faible (1 %) dilué dans la crème fouettée, et du fait de sa construction, le générateur d'aérosols ne peut pas faire l'objet de détournement d'usage[réf. nécessaire]. Son déchet d'emballage est parfaitement collecté, trié et recyclé. Dans le passé le protoxyde d'azote était aussi utilisé comme gaz propulseur des générateurs d'aérosols d'air sec pour dépoussiérer les appareils électronique et les ordinateurs. Mais depuis plusieurs années, une alternative a été trouvée[source insuffisante]. Son code européen est le E942.
Dissous dans l'eau, le protoxyde d'azote a un goût sucré.
Il a été utilisé pour la conservation de la viande[réf. nécessaire], et « à partir des années 1980, il a été utilisé dans le sevrage de l'alcool par Gillman, mais aussi pour la dépendance au cannabis et à la cocaïne ».

## Toxicologie
Au delà d'une certaine doses dans l'organisme, le protoxyde d’azote est, notamment, neurotoxique : il dégrade la gaine de myéline qui isole et protège les nerfs périphériques, en inactivant - de façon irréversible - la vitamine B12, ce qui secondairement inhibe le fonctionnement des 2 enzymes qui en dépendent, la méthionine synthase et la L méthylmalonylcoA mutase. 
Concernant son usage en drogue dite « récréative », « Les agences sanitaires ont alerté à plusieurs reprises sur la dangerosité de tels mésusages et une loi visant à protéger les mineurs et limiter la quantité vendue aux particuliers a été votée au printemps 2021. En parallèle, l’information du personnel médical confronté à ces situations est indispensable ». Or, cette vitamine est essentielle à la fonction nerveuse (synthèse de neurotransmetteurs) et du système nerveux (myélinisation des neurones) ainsi qu’à la formation et à la maturation des globules rouges, et à la synthèse de l’ADN. Cette vitamine, Stockée dans le foie, provient - chez l'être humain - de certains aliments d’origine animale, et de métabolites de la flore bactérienne. « L’inactivation de la vitamine B12 par le protoxyde d’azote réduit petit à petit le stock hépatique et entraîne une carence d’apport neurologique, au niveau cérébral et des neurones ». Les premiers symptômes neurologique visibles sont généralement des paresthésies des extrémités. En cas d'exposition chronique ou importante, des cas graves, aux conséquences mortelles ou parfois irréversibles, ont été décrits.
À forte dose, il provoque des effets neurologiques (polynévrite avec spasticité) et une anémie macrocytaire, avec réduction du taux de vitamine B12 circulante. Smith, dans une revue des risques sanitaires chez le personnel hospitalier, rappelle qu'il s'agit d'un poison mitotique, qui a été rendu responsable de tumeurs du système lymphoïde et du système phagocytaire mononucléé chez le personnel intervenant en salle d'opération (avec échanges entre chromatides sœurs selon Saras et al. 1992, Eroglu et al.) chez lequel on a décrit diverses atteintes cytogénétiques (problèmes également posés par l'exposition à d'autres anesthésiques). À haute concentration, il peut tuer par asphyxie (due à un manque d'oxygène) ; le mélange anesthésique contient toujours au moins 21 % d'oxygène (soit la proportion d'oxygène de l'air ambiant, et jusqu'à 50 % dans le cas du MEOPA). L'usage détourné et prolongé de protoxyde d'azote présente, outre des risques d'asphyxie, des risques de complications médicales pour le nouveau-né en cas d'usage durant une grossesse.
Les effets d'une exposition chronique à de faibles doses sont mal connus, mais ont été étudiés pour certains métiers « exposés » (anesthésiste en salle de chirurgie, par exemple)). On sait que ces risques augmentent si ce gaz est associé à d’autres substances psychoactives telles que, notamment, l'alcool, les poppers, le cannabis ou les psychostimulants.

### Diagnostic
Il passe par des dosages biologiques (vitamine B12, homocystéine, acide méthylmalonique), qui permettent d'assurer une prise en charge adaptée (et dans la mesure du possible, rapide) des patients, « indispensable pour éviter les séquelles irréversibles ».

#### Effets immédiats
- Asphyxie (manque d'oxygène)
- Perte de connaissance
- Perte du réflexe de toux (risque de fausse route)
- Vertiges et risque de chute[124],[17]

#### Effets de doses importantes ou répétées à long terme
L'exposition chronique au protoxyde d'azote a des conséquences lourdes pour la santé : hématologiques, neurologiques (cf. démyélinisation) et psychiatriques et tératogènes. Les professionnels ne sont pas les seuls concernés. Un usage récréatif intense et/ou régulier du protoxyde d'azote suscite des symptômes et maladies que les médecins ne sont pas accoutumés à suspecter ou diagnostiquer :
- une carence en vitamine B12 (cobalamine)[125],[126] car le N2O oxyde les ions cobalt de cet oligoélément essentiel[127],[128]
- une réduction du taux de vitamine B12 circulante[129] par inhibition de la méthionine synthase hépatique[130], entraînant chez les gros consommateurs de N2O des neuropathies (troubles neurologiques) telles que des tremblements ou des difficultés à coordonner ses mouvements (troubles de la coordination des mouvements musculaires (ataxie) dans les deux jambes, liés à un syndrome cordonnal postérieur qui peut survenir « chez des patients préalablement carencés ou non en vitamine B12 »)[125],[131] ;
- des complications neurologiques sont possibles[120] et méconnues (même des médecins[128]), dont atteintes de la moelle osseuse et de la moelle épinière se traduisant par une faiblesse symétrique et progressive des membres inférieurs, des troubles de l'équilibre et une difficulté croissante à marcher, soulignée par plusieurs études récentes[132],[133],[134],[135],[136] chez des personnes habitués à inhaler de fortes doses de N2O. C'est le déficit en vitamine B12 qui entraîne la neurotoxicité du N2Oà forte dose ou en cas d'usage récréatif chronique[137] : une démyélinisation des fibres nerveuses, ce qui finit par interrompre la transmission nerveuse (en l'absence de B12, le recyclage de l'homocystéine en méthionine est interrompu, empêchant la méthylation des protéines de la gaine de myéline, ce qui entraine une démyélinisation)[1]. Une sclérose de la moelle se combine à une atteinte dégénérative de la moelle épinière (visibles sur l'imagerie par résonance magnétique (IRM), où une coupe sagittale montre comme conséquence d'une dégénérescence subaiguë de la moelle un hypersignal en séquence pondérée T2 localisé préférentiellement au niveau des cordons postérieurs de la moelle cervicale ou dorsale[1]). Cette démyélinisation dégrade la sensibilité profonde[1]. En mai 2018, à Londres des urgentistes et neurologues de divers hôpitaux ont rapporté dix cas de « sclérose combinée de la moelle » (SCM) chez des jeunes de 17 à 26 ans dont la plupart ne consommaient pas d'autres drogues (et pas d'alcool)[1],[138]. La concentration sanguine en vitamine B12 peut être normale, mais la vitamine non fonctionnelle. Une augmentation anormale du taux d'acide méthylmalonique (AMM) et d'homocystéine peuvent alors orienter le diagnostic[1] ;
- la supplémentation rapide en vitamine B12 inverse la dégénérescence, mais la récupération neurologique peut être incomplète, surtout si la personne continue à inhaler du N2O[139] ;
- un pneumothorax. Les cas liés au protoxyde d'azote ont d'abord été décrits en tant qu'accidents d'anesthésie ou de cœlioscopie (diffusion du N2O dans la cavité péritonéale, puis vers la cavité pleurale)[90]. L'inhalation de N2O peut révéler un pneumothorax asymptomatique et l'aggraver (« Les conséquences peuvent être dramatiques lors de son utilisation frauduleuse en milieu extra-hospitalier par méconnaissance de ses effets secondaires ») ;
- une anémie, dite mégaloblastique, car associée à des globules rouges anormalement grands[1] ;

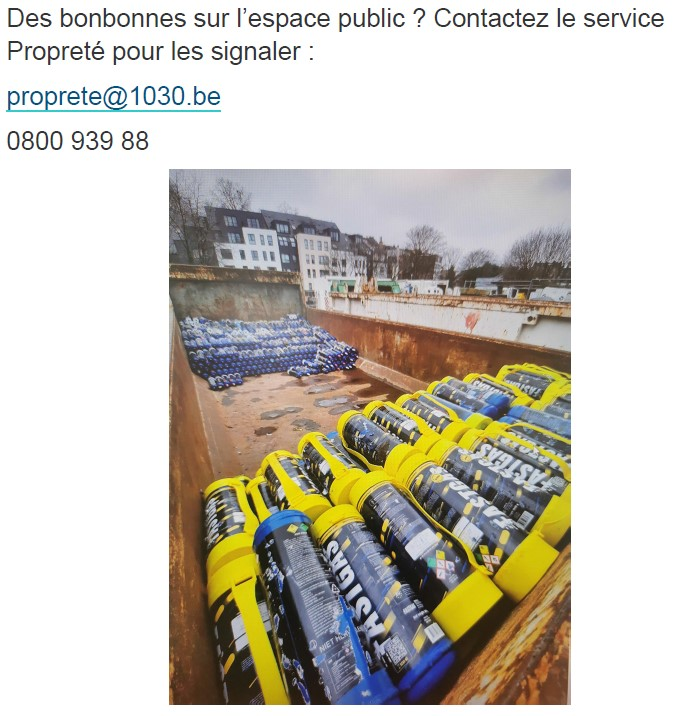
Il faut que FastGas et ces usagers prenne en charge le surcoût de leur consommation de bonbonnes et cylinbres de protoxyde d'azote (et non les collectivités)

- Il faut que FastGas et ces usagers prenne en charge le surcoût de leur consommation de bonbonnes et cylinbres de protoxyde d'azote ( et non les collectivités )une dépendance psychologique.

### Effets psychophysiologiques constatés
Les effets de court terme sont rapides, voire fugaces. Ils commencent généralement dans les quinze à trente secondes après l'absorption, et se terminent au bout de deux à trois minutes.
À forte dose, le protoxyde d'azote devient narcotique, avec comme effets possibles[réf. souhaitée] :
- euphorie, sensation de bien-être et fous rires ;
- désinhibition ;
- effet de flottement ;
- distorsions visuelles et auditives ;
- sensation d'alourdissement des membres (jambes notamment)[120] ;
- modification de la voix, qui devient très grave (effet inverse de l'hélium) ;
- troubles neurocognitifs avec trouble du langage (aphasie) et parfois amnésie)[120] ;
- spasmes ;
- hypersalivation[réf. nécessaire] ;
- certaines personnes (personnalités autoritaires ou habituée à tout contrôler) refusent de se laisser « emporter » par le gaz (par exemple avant une opération médicale ou de dentisterie), et y résistent, manifestant alors un état d'excitation important[140],[141].

#### Effets de doses importantes à court terme
- nausées, vomissements[réf. nécessaire] ;
- hypoxie ;
- vertiges ;
- risques de brûlures irréversibles causées par le froid si le gaz est inhalé ou mis en bouche au moment de sa décompression et de sa détente adiabatique ;
- hallucinations[142].